# Peter Alexander
 (mars 2011).
Si vous disposez d'ouvrages ou d'articles de référence ou si vous connaissez des sites web de qualité traitant du thème abordé ici, merci de compléter l'article en donnant les références utiles à sa vérifiabilité et en les liant à la section « Notes et références ».
Peter Alexander, né Peter Alexander Ferdinand Maximilian Neumayer le 30 juin 1926 à Vienne et mort dans la même ville le 12 février 2011, est un chanteur de schlager, un acteur, producteur et animateur de télévision autrichien.

## Biographie

### Formation
Peter Alexander abandonne vite ses études de médecine pour devenir comédien et chanteur, après une formation au Séminaire Max Reinhardt de 1946 à 1948.

### Carrière
Étoile des années 1950 à 1980 en Autriche, Allemagne et Suisse, il a tourné dans près de 50 films, produit et présenté une quarantaine d'émissions et enregistré près de 120 albums 33-tours et plus de 150 singles. 38 titres ont réussi dans les Top 10[réf. nécessaire].
Sa première chanson, Das machen nur die Beine von Dolores en 1951, est un immense succès[réf. souhaitée].
En 1984, il enregistre en duo avec Mireille Mathieu un 45 tours avec Goodbye my love en face A et Nur Träume sterben nie en face B. Mireille enregistrera de nouveau Goodbye my love avec le chanteur allemand Florian Silbereisen en 2006.
Ses spectacles télévisés ont battu tous les records d'audience[réf. nécessaire]. Le Peter Alexander Show a été regardé parfois par 38 millions de spectateurs, rien qu'en Allemagne[réf. souhaitée], un score seulement battu par des finales de coupes du monde de football[réf. souhaitée]. Les places pour ses concerts ont été souvent vendues en quelques heures[Quand ?].

### Famille et vie privée
En mai 1952, il fait la connaissance de Hildegarde Haagen (1922-2003), qu’il a épousée le 22 septembre 1952. Ils ont eu deux enfants, l'historien d'art et peintre Susan Haidinger-Neumayer (1958-2009) et Michael (né en 1963). Sa femme Hildegarde est morte le 30 mars 2003 ; sa fille Susan, le 8 mars 2009, en Thaïlande, dans un accident de voiture.

## Filmographie (sélection)
- 1955 : Liebe, Tanz und 1000 Schlager
- 1956 : Bonjour Kathrin
- 1956 : Musikparade
- 1959 : Peter décroche la timbale
- 1959 : Je ne suis pas Casanova
- 1959 : Nuits de Tanger
- 1960 : L'Auberge du Cheval-Blanc
- 1961 : Les Aventures du comte Bobby
- 1961 : Saison in Salzburg
- 1962 : La Chauve-Souris
- 1962 : Hochzeitsnacht im Paradies
- 1962 : La Douceur de vivre du comte Bobby
- 1962 : La Veuve joyeuse
- 1963 : La Marraine de Charley
- 1965 : Belles d'un soir
- 1966 : Comment séduire un play-boy en l'an 2000 (Bel Ami 2000 oder Wie verführt man einen Playboy?) de Michael Pfleghar : Peter Knolle